# Yoshiko Tanaka
Yoshiko Tanaka född 1932 i är en japansk före detta bordtennisspelare och världsmästare  lag. 
1954 spelade hon final i singel mot Angelica Rozeanu i bordtennis-VM men förlorade när Rozeanu vann sin femte raka singeltitel (det kom att bli sex på raken).
Under sin karriär tog hon 7 medaljer i bordtennis-VM, 1 guld, 2 silver och 4 brons.

## Meriter
- Bordtennis VM
  - 1954 i London
    - 2:a plats singel
    - 1:a plats med det japanska laget

  - 1955 i Utrecht
    - 3:e plats dubbel (med Shizuki Narahara)
    - kvartsfinal mixed dubbel
    - 2:a plats med det japanska laget

  - 1956 i Tokyo
    - 3:e plats dubbel (med Tomie Ōkawa)
    - 3:e plats mixed dubbel (med Motoo Fujii)
    - 3:e plats med det japanska laget

- Asian Championship TTFA 
  - 1952 i Singapore
    - 3:e plats singel
    - 1:a plats dubbel (med Gool Nasikwala)
    - 3:e plats mixed dubbel

  - 1953 i Tokyo
    - kvartsfinal singel
    - 3:e plats dubbel
    - 1:a plats mixed dubbel (med Kichii Tamasu)
    - 1:a plats med det japanska laget